# پلاتی، ایماتیا
پلاتی (به لاتین: Platy) یک شهرک در یونان است که در استان مقدونیه مرکزی واقع شده‌است.

## جمعیت
| سال  | Community | Municipal unit |
| ---- | --------- | -------------- |
| ۱۹۵۱ | ۲٬۳۱۵     | ۱۰٬۳۵۰         |
| ۱۹۶۱ | ۲٬۰۶۳     | ۱۰٬۴۱۰         |
| ۱۹۷۱ | ۱٬۹۷۰     | ۱۰٬۲۰۶         |
| ۱۹۸۱ | ۲٬۳۶۷     | ۱۱٬۰۶۴         |
| ۱۹۹۱ | ۲٬۴۹۸     | ۱۱٬۳۰۴         |
| ۲۰۰۱ | ۲٬۲۹۹     | ۱۱٬۱۲۸         |
| ۲۰۱۱ | ۲٬۰۸۴     | ۹٬۶۱۴          |